# Ester Bonal i Sarró
Ester Bonal i Sarró (Barcelona, 1964) és una pedagoga musical i directora coral catalana
Als cinc anys va començar a cantar al cor de la Fundació l'ARC Música, de la que n'és membre del patronat. Llicenciada per la Universitat de Barcelona, en 1991 fa el CAP de Música i treballà durant 10 anys com a professora de música d'ensenyament secundari. De 1996 al 2001 fou professora de música a l'IES Miquel Tarradell del barri del Raval. Ha dirigit el cor infantil l'Esquitx, de la Coral Sant Jordi de Barcelona i també el Cor Infantil i el Cor de Noies de l'EMM Can Ponsic. Des de 2002 és professora del departament de pedagogia de l'Escola Superior de Música de Catalunya (ESMUC).
Del 2001 al 2008 va ser cap d'estudis a l'Escola de Música Municipal de Can Ponsic (Barcelona), gestionada per la fundació l'ARC Música. El 2004 va impulsar Xamfrà, centre de música i escena per la inclusió social al barri del Raval de Barcelona. I per tal d'assegurar-ne la seva sostenibilitat en 2013 va crear l'espai virtual El Teler de Música, empresa social de recursos didàctics musicals. Des del 2017 dirigeix el projecte EducARTs que forma part del Pla de Barris de Barcelona, un projecte socioeducatiu que introdueix les arts com a eines per a gestionar les emocions a escoles i instituts als barris de la Zona Nord de Barcelona.
També és membre del Secretariat de Corals Infantils de Catalunya.

El 2014 va guanyar un dels Premis d'Actuació Cívica de la Fundació Lluís Carulla. L'any 2019 va guanyar el Premi AEMCAT (Associació d'Ensenyants de Música de Catalunya) per la trajectòria professional.

## Obres
- Diversitat, cançons i danses per conviure en la diversitat, Fundació Jaume Bofill,
- La música, una eina educativa polièdrica